# Die letzten Sieben
Die letzten Sieben ist ein Science-Fiction-Film von Roger Corman aus dem Jahr 1955.

## Handlung
Mitte der 1970er Jahre hat ein Atomkrieg die Menschheit nahezu ausgelöscht. Fünf Leute, die das Inferno überlebt haben, verlassen die verseuchte Stadt und machen sich auf ins Gebirge.
Die Gruppe gelangt schließlich in ein Tal, das vor dem radioaktiven Fallout einigermaßen Schutz bietet, da dessen Gebirge ringsum Bleierz enthält und dort günstige Winde herrschen. Hier haben auch zwei weitere Menschen die Katastrophe überlebt: Der Kapitän a. D. Maddison und seine Tochter Louise. Maddison nimmt die bunt zusammengewürfelte Truppe widerwillig in sein Haus auf, da seine Vorräte begrenzt sind. Erst später merkt er, wem er da Schutz geboten hat: Dem Gangster Tony, dem strahlenkranken Radek, dem Geologen Rick, der einen normalen Eindruck macht, der Stripperin Ruby und dem Goldsucher Pete sowie dessen Esel Diabolo.
Während Radek sich auf seinen nächtlichen Streifzügen zum wilden Fleischfresser entwickelt, radioaktiv verseuchten Tieren nachstellt und immer mehr an der Strahlenkrankheit leidet, stellt Tony Louise nach und Pete verfällt dem Goldrausch. Doch zu den letzten Sieben gesellt sich ein achter, ein Mutant, den die Strahlung verändert hat. Er stellt beiden Frauen beim Baden nach, greift sie jedoch nicht an.
Als Maddison und Rick am Gebirge auf einen sterbenden Strahlenkranken treffen, berichtet dieser ihnen, dass es noch einige andere wie ihn im Gebirge gebe, diese jedoch viel stärker als er seien. Als sie den Mann untersuchen, stellen sie fest, dass dieser ein Mutant 2. Grades ist, Radek 1. Grades und der große Mutant 4. Grades. Diese Mutanten bilden als Schutz vor Radioaktivität eine Art metallische Haut und ernähren sich nur noch von rohem, radioaktiv verseuchtem Fleisch. Auch scheuen sie nichtkontaminiertes Wasser und Lebensmittel, da es sie umbringt. Dies war auch der Grund, warum der Mutant die Frauen am See nicht angriff.
Als Ruby eifersüchtig auf Louise wird, bringt Tony sie um und versucht sich zum Anführer der Gruppe aufzuschwingen. Radek verschwindet mit dem Esel Diabolo, um ihn zu essen, und wird von dem Mutanten getötet. Pete, nun völlig vom Goldrausch erfasst, steigt ins verseuchte Gebirge auf, um Gold zu schürfen. Maddison will Pete daraufhin aufhalten, doch vergebens, denn Pete stirbt sofort. Maddison hat sich einer hohen Dosis Radioaktivität ausgesetzt und begibt sich zum Haus. In der Nacht entführt der Mutant Louise. Rick nimmt die Verfolgung auf. Als er ihn endlich gefunden hat, fällt plötzlich der erste nicht verseuchte Regen. Der Mutant wird dadurch getötet und Louise ist vorerst gerettet.
Tony, der immer noch Anführer sein will und Rick mit einem Revolver auflauert, liefert sich währenddessen im Haus einen finalen Showdown, bei dem er von Maddison erschossen wird. Maddison stirbt wenig später an der hohen Strahlendosis, so dass nur noch Rick und Louise übrigbleiben. Vorher kann er den beiden jedoch noch berichten, dass er über sein Funkgerät Stimmen gehört habe, es also noch andere Überlebende geben müsse. Rick und Louise ziehen los, um sie zu suchen.

## Kritiken
„Eine zugleich naive und makabre Fantasie prägt die Atmosphäre des Science-fiction-Films, der Grusel- und Kriminalelemente zu Hilfe nimmt, um die Angst vor einem Atomkrieg wachzuhalten.“

„Mit primitiven Mitteln wird die Angst vor einem atomaren Zukunftskrieg strapaziert. Halb Grusel-Kintopp, halb Kriminalreißer. Eine unerquickliche Zumutung.“

## Hintergrund
- Durch das Superscope-Verfahren wurde der Film mit einem Bildformat von 2,0:1 aufgeführt.
- Es war der erste Science-Fiction-Film von Roger Corman.
- Der Film wurde am 21. Februar 1958 in Deutschland veröffentlicht.